# Władysław Rutkowski (poseł)
Władysław Rutkowski (ur. 7 lutego 1883 w Turowie ob. część wsi Bulkowo, zm. 6 lutego 1973 w Warszawie) – polski ziemianin i polityk, poseł na Sejm III kadencji w II RP z ramienia Stronnictwa Narodowego.

## Życiorys
Po usunięciu z gimnazjum w Warszawie ukończył gimnazjum w Sobieszynie. W latach 1904-1905 przebywał na emigracji w Stanach Zjednoczonych. Po powrocie do kraju osiadł we własnym majątku Krzykosy.   
W okresie międzywojennym był aktywnym działaczem Stronnictwa Narodowego. W wyniku unieważnienia wyborów okręgu wyborczym nr 9, w 1931 uzyskał mandat posła w wyborach uzupełniających, zastępując posła PPS Wincentego Kępczyńskiego. W Sejmie zasiadł w Klubie Narodowym. 
Po wybuchu II wojny światowej został 6 kwietnia 1940 aresztowany przez Gestapo w Ciechanowie. 19 kwietnia 1940 został przetransportowany do KL Dachau, a 25 maja do KL Mauthausen-Gusen.

## Rodzina
Był synem Władysława i Antoniny z Wiśniewskich. Jego stryjem był lekarz i działacz społeczny Leon Rutkowski. Jego pierwszą żoną była Wincentyna Jadwiga z Bernatowiczów (1884-1919), z którą miał syna Waleriana Kazimierza. Drugą żoną, poślubioną 25 kwietnia 1922 w kaplicy Matki Bożej Nieustającej Pomocy w Warszawie, była Janina z Płoskich, z którą miał dwie córki: Zofię Skarżyńską i Janinę Szyszkowską. 